# Libucan Daco Island
Libucan Daco Island ist eine Insel in der Provinz Samar auf den Philippinen. Sie liegt etwa 8 km vor der Westküste der Insel Samar, 33 km südöstlich von Calbayog City und wird von der Stadtgemeinde Tarangnan verwaltet.
Die Insel Libucan Daco ist vulkanischen Ursprungs und erhebt sich bis zu 168 Meter über den Meeresspiegel. Der Pflanzenwuchs der Insel besteht teilweise aus dichter, tropischer Vegetation, teilweise aber auch aus intensiv landwirtschaftlich genutzten Flächen. Eine touristische Infrastruktur existiert auf der Insel nicht. Die Barangays Libucan Dacu und Libucan Gote liegen auf der Insel, sie hatten bei der Volkszählung 2020 eine Einwohnerzahl von 1.338 Personen.
Die kleinen Inseln Tangad Libucan, Libucan Gutiay liegen ca. zwei km nordwestlich und Kawayan, Moroporo und Nagsanga im Südwesten der Insel.